# Lesja
Lesja é uma comuna da Noruega, com 2 257 km² de área e 2 209 habitantes (censo de 2004).         